# Habenaria trichoglossa
Habenaria trichoglossa är en orkidéart som beskrevs av Jany Renz. Habenaria trichoglossa ingår i släktet Habenaria och familjen orkidéer.
Artens utbredningsområde är Papua Nya Guinea. Inga underarter finns listade i Catalogue of Life.